# خليج ستريكي
خليج ستريكي هي بلدة، في أستراليا، تقع في جنوب أستراليا، بلغ عدد سكانها 1,378  نسمة وذلك حسب إحصائيات سنة 2016، رمزها البريدي هو 5680.

## المناخ
يظهر الجدول التالي التغييرات المناخية على مدار السنة لخليج ستريكي:
| البيانات المناخية لـخليج ستريكي   | البيانات المناخية لـخليج ستريكي | البيانات المناخية لـخليج ستريكي | البيانات المناخية لـخليج ستريكي | البيانات المناخية لـخليج ستريكي | البيانات المناخية لـخليج ستريكي | البيانات المناخية لـخليج ستريكي | البيانات المناخية لـخليج ستريكي | البيانات المناخية لـخليج ستريكي | البيانات المناخية لـخليج ستريكي | البيانات المناخية لـخليج ستريكي | البيانات المناخية لـخليج ستريكي | البيانات المناخية لـخليج ستريكي | البيانات المناخية لـخليج ستريكي |
| الشهر                             | يناير                           | فبراير                          | مارس                            | أبريل                           | مايو                            | يونيو                           | يوليو                           | أغسطس                           | سبتمبر                          | أكتوبر                          | نوفمبر                          | ديسمبر                          | المعدل السنوي                   |
| --------------------------------- | ------------------------------- | ------------------------------- | ------------------------------- | ------------------------------- | ------------------------------- | ------------------------------- | ------------------------------- | ------------------------------- | ------------------------------- | ------------------------------- | ------------------------------- | ------------------------------- | ------------------------------- |
| الدرجة القصوى °م (°ف)             | 47.8 (118.0)                    | 43.6 (110.5)                    | 42.6 (108.7)                    | 37.5 (99.5)                     | 31.0 (87.8)                     | 27.3 (81.1)                     | 23.6 (74.5)                     | 28.0 (82.4)                     | 34.6 (94.3)                     | 40.2 (104.4)                    | 42.9 (109.2)                    | 42.8 (109.0)                    | 47.8 (118.0)                    |
| متوسط درجة الحرارة الكبرى °م (°ف) | 29.1 (84.4)                     | 29.4 (84.9)                     | 27.2 (81.0)                     | 24.1 (75.4)                     | 20.4 (68.7)                     | 17.5 (63.5)                     | 16.8 (62.2)                     | 18.1 (64.6)                     | 20.6 (69.1)                     | 23.2 (73.8)                     | 25.9 (78.6)                     | 27.2 (81.0)                     | 23.3 (73.9)                     |
| متوسط درجة الحرارة الصغرى °م (°ف) | 16.5 (61.7)                     | 16.7 (62.1)                     | 15.0 (59.0)                     | 13.1 (55.6)                     | 11.2 (52.2)                     | 9.3 (48.7)                      | 8.6 (47.5)                      | 9.1 (48.4)                      | 10.3 (50.5)                     | 11.8 (53.2)                     | 14.0 (57.2)                     | 15.4 (59.7)                     | 12.6 (54.7)                     |
| أدنى درجة حرارة °م (°ف)           | 9.0 (48.2)                      | 9.1 (48.4)                      | 7.5 (45.5)                      | 5.1 (41.2)                      | 2.0 (35.6)                      | 1.1 (34.0)                      | 1.6 (34.9)                      | 1.6 (34.9)                      | 3.1 (37.6)                      | 4.2 (39.6)                      | 5.8 (42.4)                      | 7.7 (45.9)                      | 1.1 (34.0)                      |
| معدل هطول الأمطار مم (إنش)        | 13.5 (0.53)                     | 10.6 (0.42)                     | 16.8 (0.66)                     | 21.1 (0.83)                     | 35.1 (1.38)                     | 57.9 (2.28)                     | 68.2 (2.69)                     | 50.3 (1.98)                     | 35.6 (1.40)                     | 26.9 (1.06)                     | 15.6 (0.61)                     | 22.0 (0.87)                     | 373.6 (14.71)                   |
| متوسط الرطوبة النسبية (%)         | 42                              | 42                              | 45                              | 49                              | 57                              | 63                              | 62                              | 57                              | 53                              | 47                              | 44                              | 44                              | 50                              |
| المصدر:                           |                                 |                                 |                                 |                                 |                                 |                                 |                                 |                                 |                                 |                                 |                                 |                                 |                                 |

## أعلام
- غراهام غان